# Beltenebros (película)
Beltenebros, conocida internacionalmente como Prince of Shadows ("Príncipe de las Sombras"), es una película española de thriller y misterio de 1991 coescrita y dirigida por Pilar Miró y protagonizada por Terence Stamp, Patsy Kensit, Jorge de Juan y José Luis Gómez. Está basada en la novela homónina de Antonio Muñoz Molina.

## Sinopsis
Durante los años de la oscura posguerra española Darman, un inglés que peleó para el Bando republicano durante la guerra civil española, viaja a Madrid con la misión de matar a un topo infiltrado en la organización del clandestino Partido Comunista. Para encontrar a su víctima, Darman comienza una relación con Rebeca, la prostituta más cara y bella de la ciudad, quien resulta ser la amante del hombre al que busca.

## Reparto
| Intérprete            | Personaje                 |
| --------------------- | ------------------------- |
| Terence Stamp         | Darman                    |
| Patsy Kensit          | Rebeca                    |
| José Luis Gómez       | Ugarte                    |
| Geraldine James       | Rebeca Osorio             |
| Simón Andreu          | Andrade                   |
| Aleksander Bardini    | Bernal                    |
| John McEnery          | Walter                    |
| Jorge de Juan         | Luque                     |
| Pedro Díez del Corral | Policía                   |
| Carlos Hipólito       | Encargado Boite           |
| Francisco Casares     | Train Steward             |
| Queta Claver          | Vedette 'Boite Tabu'      |
| Felipe García Vélez   | Policía                   |
| William Job           | Howard                    |
| Magdalena Wójcik      | Bailarina Polaca de Tango |
| Bernice Stegers       | Esposa de Darman          |
| Ruth Gabriel          | Charo                     |
| Vicente Cuesta        | Conserje Hotel Nacional   |
| Pawel Unrug           | Conductor Polaco          |
| Iñaki Guevara         | Camarero                  |
| Antonio Orengo        | Mendigo                   |
| Mercedes Sampietro    | Rebeca Osorio             |
| Agnieszka Wagner      |                           |

## Comentarios
Luis Martínez escribió para El País: "Thriller pasional, hiperrealista y desaforado que de un golpe descubre lo mejor del panorama interpretativo español".

## Palmarés cinematográfico
Premios Goya
| Año  | Categoría                                 | Nombre                                         | Resultado |
| ---- | ----------------------------------------- | ---------------------------------------------- | --------- |
| 1992 | Mejor director                            | Pilar Miró                                     | Candidato |
| 1992 | Mejor interpretación masculina de reparto | José Luis Gómez                                | Candidato |
| 1992 | Mejor guion adaptado                      | Mario Camus, Pilar Miró y Juan Antonio Porto   | Candidato |
| 1992 | Mejor fotografía                          | Javier Aguirresarobe                           | Ganador   |
| 1992 | Mejor montaje                             | José luis Matesanz                             | Ganador   |
| 1992 | Mejores efectos especiales                | Reyes Abades                                   | Ganador   |
| 1992 | Mejor dirección artística                 | Fernando Sáenz y Luis Vallés                   | Candidato |
| 1992 | Mejor dirección de producción             | José L. García Arrojo                          | Candidato |
| 1992 | Mejor maquillaje y peluquería             | Juan Pedro Hernández                           | Candidato |
| 1992 | Mejor sonido                              | Manuel Cora y Carlos Farueolo y Alberto Herena | Candidato |

Berlinale
| Año  | Categoría                     | Nombre               | Resultado |
| ---- | ----------------------------- | -------------------- | --------- |
| 1992 | Oso de plata al mejor montaje | Javier Aguirresarobe | Ganador   |

Medallas del Círculo de Escritores Cinematográficos de 1990
| Categoría        | Nombre               | Resultado |
| ---------------- | -------------------- | --------- |
| Mejor fotografía | Javier Aguirresarobe | Ganador   |

Mystfest
| Año  | Categoría        | Nombre               | Resultado |
| ---- | ---------------- | -------------------- | --------- |
| 1992 | Mejor fotografía | Javier Aguirresarobe | Ganador   |

Premio Ondas
| Año  | Categoría      | Nombre     | Resultado |
| ---- | -------------- | ---------- | --------- |
| 1992 | Mejor director | Pilar Miró | Ganador   |